# Обретинка
Обретинка (Кременница) — река в России, протекает в Лесном районе Тверской области. 
Река берет начало близ деревни Виглино, протекает через озеро Обретинское, после слияния с водотоком, вытекающим из озера Кремино, река называется Кременница. Устье Кременницы находится в 26 км по левому берегу реки Сарагожа. Длина реки составляет 25 км, площадь водосборного бассейна — 118 км².
Река протекает через деревни Лопатиха и Городок Лесного сельского поселения, ниже на реке стоит деревня Свищево Бохтовского сельского поселения. Примерно в 2 км от реки расположен районный центр — село Лесное.

## Данные водного реестра
По данным государственного водного реестра России относится к Верхневолжскому бассейновому округу, водохозяйственный участок реки — Молога от истока и до устья, речной подбассейн реки — Реки бассейна Рыбинского водохранилища. Речной бассейн реки — (Верхняя) Волга до Куйбышевского водохранилища (без бассейна Оки).
Код объекта в государственном водном реестре — 08010200112110000006177.

## Топографические карты
- Лист карты O-36-71 Ореховно. Масштаб: 1 : 100 000. Состояние местности на 1982 год. Издание 1986 г.
- Лист карты O-36-72 Лесное. Масштаб: 1 : 100 000. Состояние местности на 1975 год. Издание 1978 г.